# Przedsiębiorstwo Energetyki Cieplnej
Przedsiębiorstwo Energetyki Cieplnej S.A. – przedsiębiorstwo energetyczne z siedzibą w Jastrzębiu-Zdroju zajmujące się wytwarzaniem, przesyłem, dystrybucją oraz obrotem ciepła. 20 grudnia 2011 r. w wyniku prywatyzacji właścicielem 85% akcji PEC S.A. została wchodząca w skład Grupy PGNiG z siedzibą w Warszawie. Prezesem PEC S.A. od 31 maja 2016 r. jest Paweł Szczeszek. W spółce zatrudnionych jest ok. 590 pracowników.

## Historia
Przedsiębiorstwo Energetyki Cieplnej powstało w 1973 r. początkowo obejmując swoją działalnością Jastrzębie-Zdrój, Wodzisław Śląski, Knurów, Żory, Racibórz i Rybnik. W 1983 r. zostało włączone do stworzonego na bazie istniejących przedsiębiorstw energetyki cieplnej – Wojewódzkiego Przedsiębiorstwa Energetyki Cieplnej w Katowicach jako Okręgowy Zakład Nr 4 w Jastrzębiu-Zdroju. 5 sierpnia 1991 dokonano podziału WPEC Katowice, a Przedsiębiorstwo Energetyki Cieplnej uzyskało samodzielną podmiotowość prawną.
12 listopada 1998 r. Przedsiębiorstwo Energetyki Cieplnej uzyskało koncesję na wytwarzanie ciepła, przesyłanie i dystrybucję ciepła oraz obrót ciepłem, przyznaną przez Prezesa Urzędu Regulacji Energetyki na okres 10 lat. 9 kwietnia 2009 r. rozpoczęto procedurę komercjalizacji PEC w Jastrzębiu-Zdroju, a 1 października 2009 r. decyzją Ministra Skarbu PEC w Jastrzębiu-Zdroju zostało przekształcone w Przedsiębiorstwo Energetyki Cieplnej Spółka Akcyjna jako jednoosobowa spółka skarbu państwa.
20 grudnia 2011 r. w wyniku prywatyzacji Przedsiębiorstwa Energetyki Cieplnej S.A. w Jastrzębiu-Zdroju właścicielem 85% akcji została Spółka Energetyczna Jastrzębie S.A. z siedzibą w Jastrzębiu-Zdroju. W 2016 r. JSW S.A. sprzedało PEC grupie PGNiG Termika za 190,4 mln zł.

## Produkcja
Wielkość sprzedaży ciepła kształtuje się na poziomie 3 mln GJ rocznie. Ciepło pochodzące z PEC produkowane jest w źródłach własnych (ok. 250 MW) i kupowane u zewnętrznych producentów (ok. 280 MW). Łączna długość sieci ciepłowniczych wynosi ok. 290 km. Roczne zużycie paliw wynosi ok. 70 tys. ton paliwa stałego i ok. 700 tys. m³ gazu ziemnego (dane z roku 2012).
Przedsiębiorstwo zakresem swego działania obejmuje następujące gminy:
- Czerwionka-Leszczyny,
- Jastrzębie-Zdrój,
- Knurów,
- Kuźnia Raciborska,
- Pawłowice,
- Racibórz,
- Rybnik,
- Wodzisław Śląski,
- Żory.

Pozostała działalność PEC obejmuje m.in. wykonywanie sieci ciepłowniczych, wodnych, wentylacyjnych i gazowych.

## Ochrona środowiska
Przedsiębiorstwo Energetyki Cieplnej S.A. wykorzystuje paliwa o małej zawartości siarki (do 0,8%), popiołu (do 22%) oraz większej wartości opałowej co przyczynia się do zminimalizowania ujemnego wpływu na środowisko w wyniku emisji zanieczyszczeń do atmosfery. Od początku w spółce prowadzone są też działania inwestycyjne służące modernizacji i instalacji nowych wysokosprawnych urządzeń odpylających. Spółka prowadzi swoją działalność zgodnie z ideą Czystszej Produkcji, czyli ograniczenia zanieczyszczeń „u źródła”, zamiast budowy nowoczesnych instalacji „końca rury” systematycznie zmniejszając straty ciepła poprzez modernizację kotłów i sieci cieplnych. W wyniku prowadzonych inwestycji w ostatnich latach PEC zanotowało znaczący spadek wielkości emisji zanieczyszczeń do atmosfery.